# Kostel Panny Marie Pomocnice křesťanů (Křižánky)
Kostel Panny Marie Pomocnice křesťanů v Křižánkách je římskokatolický kostel zasvěcený Panně Marii Pomocnici křesťanů. Je filiálním kostelem farnosti Herálec pod Žákovou horou.

## Historie
Stavba kostela započala roku 1932 dle nákresů stavitele Jaroslava Jungmanna. O rok později byly již práce hotovy, a tak až na dovybavení některých prvků interiéru (např. varhan a zvonů) byl kostel dokončen. Dne 5. srpna 1934 byl chrám za účasti mnoha věřících i přes nepřízeň počasí slavnostně vysvěcen tehdejším brněnským biskupem Josefem Kupkou. Roku 1984 proběhla výměna střechy věže kostela.

## Vybavení
V kněžišti se nachází hlavní oltář se svatostánkem. Prostor nad ním zdobí socha Panny Marie, patronky kostela. Stěny chrámu zdobí malovaná křížová cesta. Na kůru jsou umístěny varhany, které původně pocházejí ze Svratky, kde byly vyrobeny roku 1832. Do křižáneckého kostela byly umístěny roku 1955 a několikrát již byly opravovány. Původní dva zvony, Matka Boží a sv. Jan Nepomucký byly požehnány a na věž zavěšeny dne 14. června 1936. Oba však byly během druhé světové války zabaveny a použity pro válečné účely. Dnešní zvon byl požehnán dne 8. srpna 1954.

## Exteriér
Kostel stojí na místním hřbitově v moravské části obce.

## Galerie

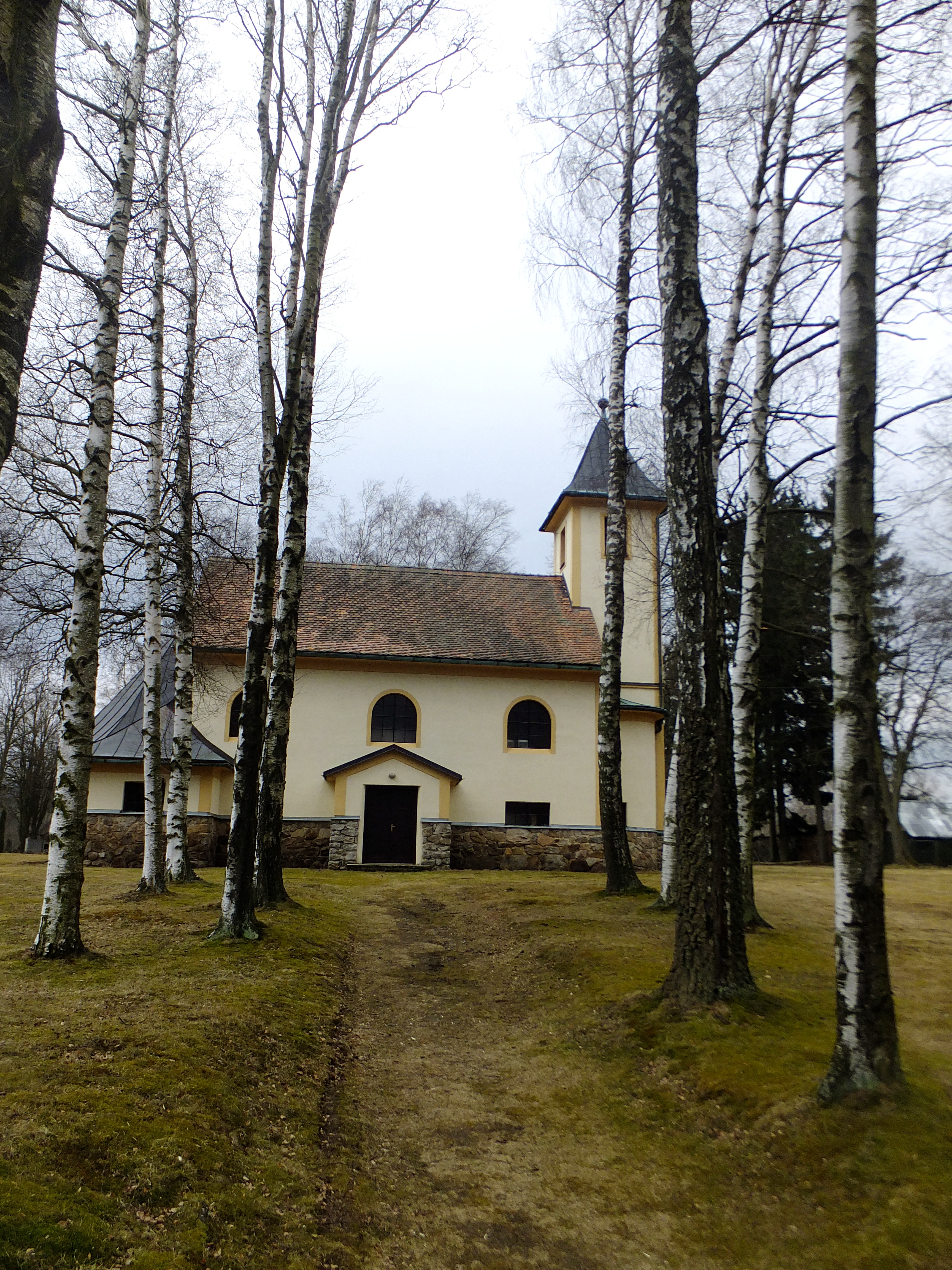
Pohled na kostel z boku
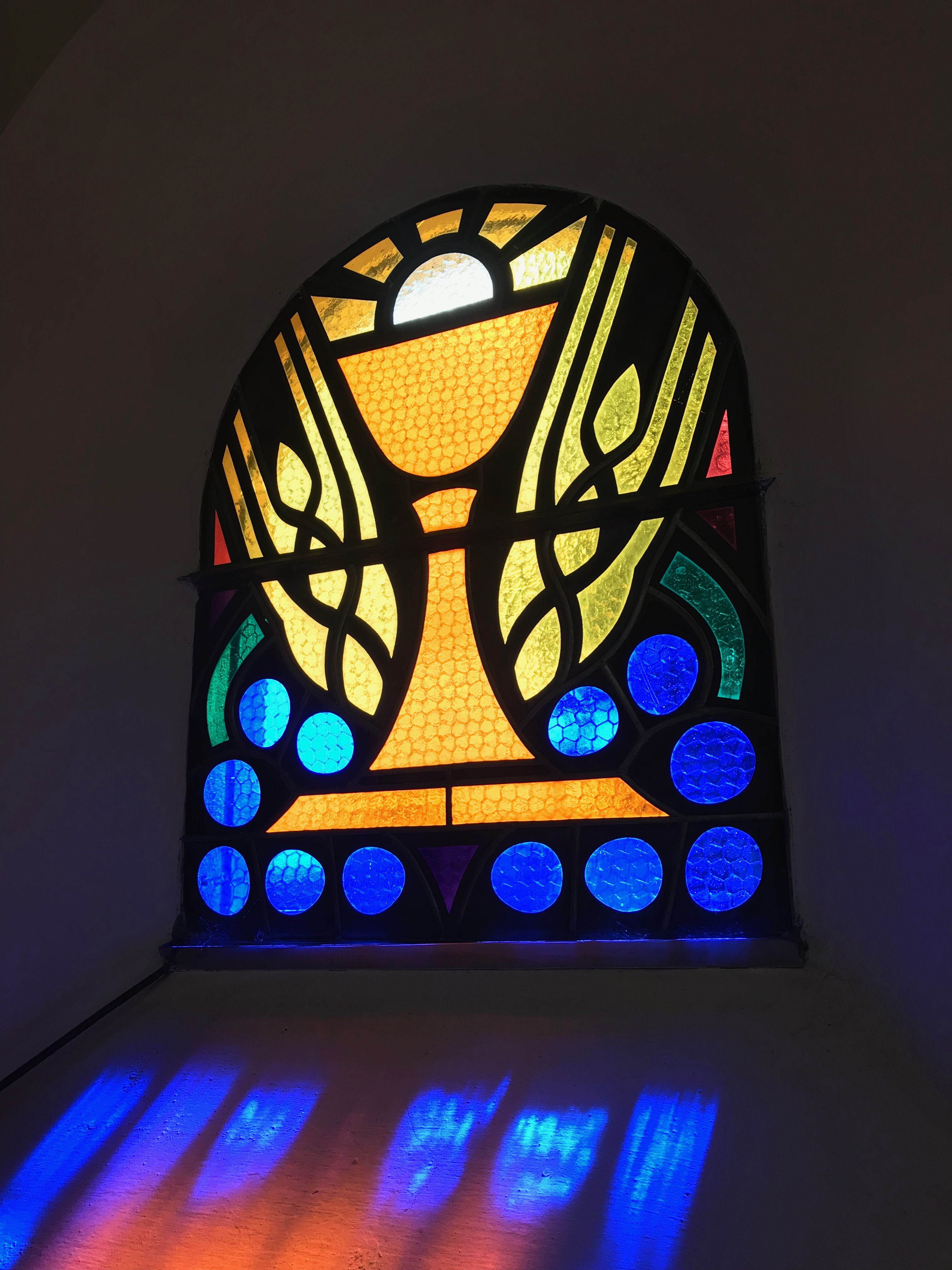
Vitráž
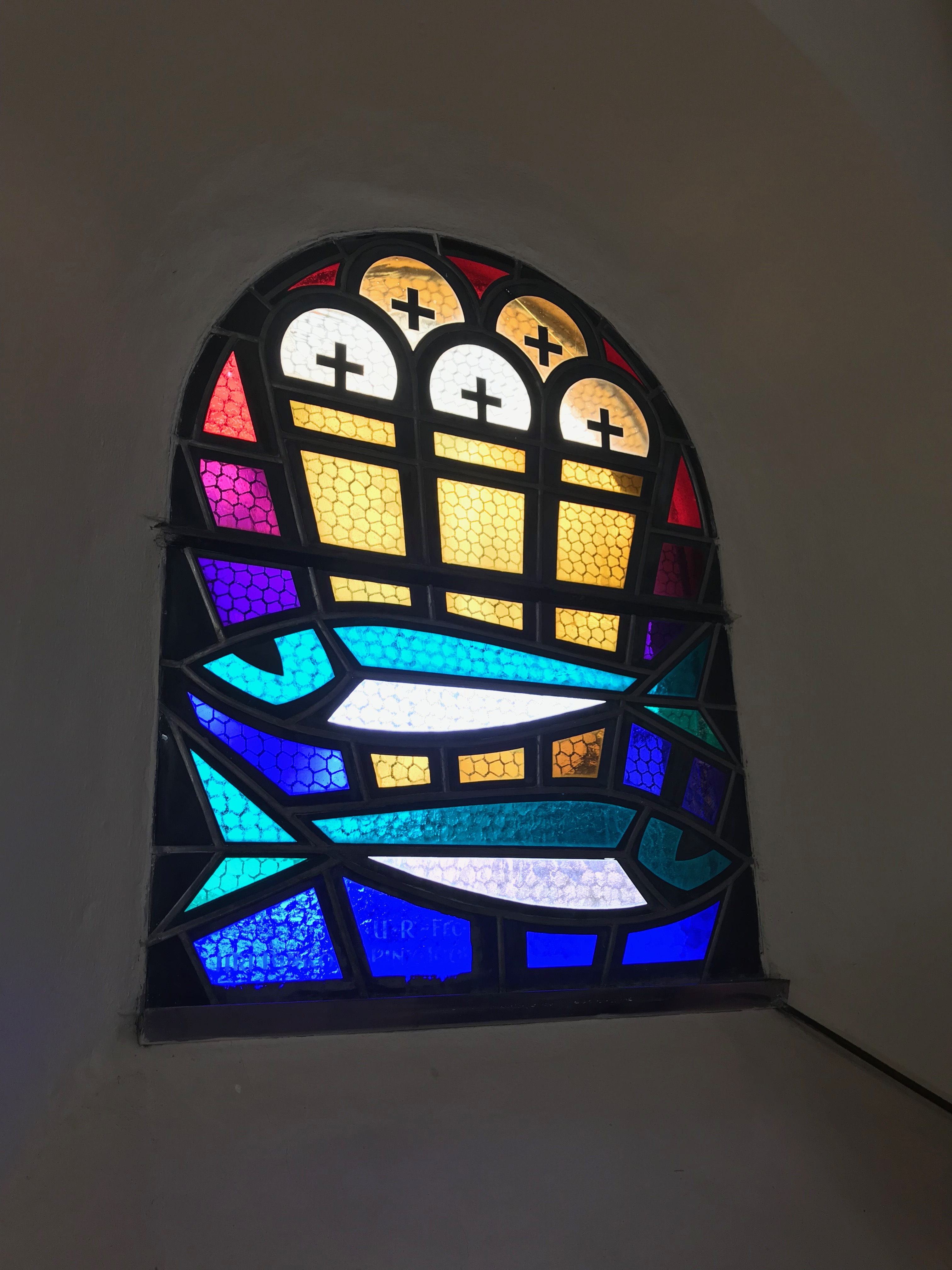
Vitráž